# Атомски часовник
Атомски сат је врста сата који користи стандардну резонантну фреквенцију атома као бројач. Рани атомски сатови били су мејзери (апарати који производе кохерентне електромагнетне таласе) с додатном опремом. Данашњи најбољи стандарди атомске фреквенције (или сатови) су засновани на много напреднијој физици која укључује хладне атоме и атомске изворе.   
Националне агенције за стандарде одређују тачност од 10-9 секунди на дан и прецизност једнаку фреквенцији радио трансмитера који покреће мејзер. Сатови одржавају континуирану и стабилну временску скалу, Међународно атомско време (TAI). За цивилну употребу користи се друга временска скала, Координисано универзално време (UTC). UTC је произашло из TAI-а, али је синхронизован сменом дана и ноћи заснованом на астрономским посматрањима.
Први атомски сат направљен је 1949. у америчком Националном бироу за стандарде (NBS). Први прецизан атомски сат, заснован на променама атома цезијума-133, направио је Луис Есен 1955. у Националној физичкој лабораторији у Уједињеном Краљевству. На основу њега настала је међународно призната дефиниција секунде заснована на атомском времену.
У августу 2004. научници Националног института за стандарде и технологију (NIST) приказали су атомски сат са интегралним колом. Тај сат је био сто пута мањи од осталих. Такође се тврдило да му је довољно само 75 , тако да је могао бити напајан батеријом.
Модерни радио сатови су повезани с атомским сатовима и омогућују врло тачно време уз коришћење јефтине опреме; радио сатови, међутим нису довољно прецизни за научни рад.

## Како ради атомски сат
Фреквентни мејзери користе коморе јонизованог гаса, још чешће цезијума, јер је цезијум елемент који се користи у званичним међународним дефиницијама секунде.  
Од 1967, Међународни систем јединица мере (SI) дефинише секунду као 9.192.631,770 циклуса радијације која одговара размени између два новоа енергије атома цесијум-133. 
Ова дефиниција је одредила цезијумов осцилатор (који се често назива атомски сат) као примарни стандард за мерење времена и фреквенције. Друге физичке мере, као што су волт и метар, ослањају се на дефиницију секунде у својим сопственим дефиницијама.
Срце атомског сата је микроталасна комора које садржи јонизован гас, подесиви микроталасни радио осцилатор и контролер који подешава осцилатор на тачну фреквенцију апсорпционих карактеристика дефинисаних понашањем појединих атома.
Микроталасни трансмитер испуњава комору стандардним радио таласом. Када се радио фреквенција упари с суперфином транзицијом фреквенције цезијума, атоми цезијума апсорбују радио-таласе и емитују светлост. Радио-таласи терају електроне даље од језгра. Када електрони буду поново привучени супротним пуњењем језгра, електрони вијугају пре него се сместе на нову локацију. Ово кретање изазива светлост, које је талас наизменичног електрицитета и магнетизма.
Фото ћелија региструје светлост. Када светлост постане тамнија, јер је побуђена фреквенција другачија од праве резонантне фреквенције, електроника између фото ћелије и радио трансмитера подешава фреквенцију радио трансмитера. 
Ово подешавање процеса је најсложенији део сата. Подешавање покушава да елиминише нежељене споредне ефекте, као што су фреквенције других транзиција електрона, деформација у квантним пољима и ефекти температуре у механизму. На пример: фреквенција радио-таласа може намерно бити синусоидно подешена навише или наниже да би генерисала модулисани сигнал у фото ћелији. Сигнал из фото ћелије тада може бити демодулисан да би направио повратну спрегу која контролише дуготрајне отклоне у радио фреквенцији. На тај начин, ултра-прецизне квантне механичке карактеристике атомске транзиције цезијума могу да се користе за подешавање микроталасног осцилатора на исту фреквенцију (изузев мале количине изазване експерименталном грешком). У пракси, механизам повратне спреге и контроле је много сложенији него што је описано.   
Када се сат први пут покрене, потребно је мало времена да се подеси.  
Бројач мери таласе које производи радио трансмитер. Рачунар очитава бројач и конвертује бројеве на сличан начин као дигитални сат.
Велики број других атомских сатова користи се за друге намене. Рубидијумски сатови су популарни због своје мале цене, малих димензија (комерцијални стандарди су 400 cm³ ) и краткорочне стабилности. Они се користе у многим комерцијалним, преносним и авионским уређајима. Водонични мејзери (често произведени у Русији) имају супериорну краткорочну стабилност, али мању дугорочну прецизност.
Животни век стандарда је важан практичан проблем. Модерне рубидијумске стандардне цеви трају више од десет година, а коштају око 50 долара. Цезијумске цеви трају око седам година и коштају око 35.000 долара. Хидрогенске цеви имају неограничен век трајања.

## Историја
Прву идеју о кориштењу атомске фреквенције у сврху мерења времена је предложио Лорд Келвин 1879. године. Магнетна резонанца, развијена током 1930-их од стране Исидор Рабија, практично је омогућила израду таквог сата. Године 1945, Раби је први јавно предложио да се магнетна резонанца може се користити као основа за сат.
Први атомски сат је направљен у америчком националном бироу за стандарде NBS. Први прецизни атомски сат направио је Луис Есен у Великој Британији 1955. године, а рад овог сата је био заснован на променама атома цезијума-133. Тачност тог сата је довела до тога да су осцилације цезијума-133 изабране у оквиру Међународног система мерних јединица за одређивање трајања једне секунде. Секунда је трајање од 9 192 631 770 периода зрачења које одговара прелазу између два хиперфина нивоа основног стања атома цезијума-133 на температури од 0 K. Од тада се за атомске сатове користе водоник-1, цезијум-133 и рубидијум-87, али ипак цезијум-133 је најтачнији. Атомски сат FOCS-1 у Швајцарској, који је почео радити 2004. године, има највећу грешку од 1 секунде у 30 милиона година.
У августу 2004. године научници америчког националног института за стандарде и технологију (NIST) јавности су представили атомски сат FOCS-1 са интегралним колом који је био 100 пута мањи од осталих. Овај атомски сат има највећу грешку од 1 секунде у 30 милиона година.

## Примена
Развој атомских сатова довео је до многих научних и технолошких достигнућа као што су Глобални позициони систем, регионални навигациони сателитски системи и апликације на Интернету, које критично зависе од фреквенција и временских стандарда. Атомски сатови се инсталирају на местима временских сигнала радио предајника. 

### Глобални позициони систем (ГПС)
Глобални позициони систем је кори се користи за одређивање позиције на земљи.
То је навигациони сателитски систем, чији се концепт заснива на просторно базираним сателитима, а који пружа поуздане податке о простору и времену у свим временским условима и било где на Земљи и близу Земље под условом да нема препреке видљивости према четири или више сателита који чине овај глобални систем. Функционише уз помоћ 27 сателита, од којих је 24 активно а три служе као резерва, у случају кварова. За калкулацију позиције је потребан сигнал од најмање три сателита. Време које је потребно емитованом сигналу да пређе пут између једног сателита и тачке на земљи служи за калкулацију њиховог растојања. Тиме у принципу бива израчунато бесконачно много тачака у простору односно радијус једне кугле, на чијој површини се било где може налазити одређена тачка. Са два сателита се добију две кугле, чији пресек је једна кривуља у свемиру, која делом лежи на земљи. Тек са сигналом трећег сателита је могуће утврдити положај објекта на земљи. Пресек три кугле су две тачке, од којих је једна на земљи, а друга негдје у свемиру. Ако се изузме тачка у свемиру, као резултат остаје тачка на земљи. Тиме је тродимензионално одређен положај тачке на земљи.

## Истраживања
Многа истраживања усмерена су да се направе мањи, јефтинији, прецизнији и поузданији сатови. Ови циљеви су често међусобно сукобљени. Многа садашња истраживања усмерена су на разне начине хватања јона. Теоријски, један електромагнетски заустављен јон може да се посматра у врло дугом периоду, чиме се повећава прецизност сата, а истовремено смањује величина сата и потрошња енергије.
У пракси, сатови с једним јоном имају слабу краткорочну прецизност, јер се јон много креће. Савремена истраживања користе ласерско хлађење јона, с оптичким резонаторима да би повећали краткорочну стабилност. Највећи део тешкоћа односи се на елиминисање температурних и механичких ефеката у резонаторима и ласерима. Ниједан ласер није за ширу употребу. Резултат је да је комора за јоне врло мала, али је пратећа опрема још увек гломазна. Неки истраживачи развили су сатове с различитом геометријом комора за јоне. Линеарни облаци јона обично имају бољу краткорочну прецизност од једног јона. 
Најразвијенији системи користе живине јоне. Неки истраживачи експериментишу с другим јонима. Посебан изотоп итербијум има посебно прецизну резонантну фреквенцију. Стронцијум има суперфину транзицију која није тако прецизна, али се може подесити солидним ласерима. Можда ће то довести до врло јевтиног, дуготрајног, компактног атомског сата.

### Секундарне репрезентације секунде
Списак фреквенција препоручених за секундарне репрезентације секунде одржава Међународни биро за тегове и мере (BIPM), и од 2006. године и доступан је онлајн. Листа садржи вредности фреквенције и одговарајуће стандардне несигурности за микроталасни прелаз рубидијума и за неколико оптичких прелаза. Ови секундарни стандарди фреквенције су тачни на нивоу делова у 10−18; међутим, несигурности наведене на списку налазе се у опсегу делова у 10−14 – 10−15, јер су ограничене повезивањем са примарним стандардом цезијума који тренутно (2015) дефинише секунду.
| Тип                   | радне фреквенције у | радне фреквенције у | релативне Аланове девијације типичних часовника |
| --------------------- | ------------------- | ------------------- | ----------------------------------------------- |
| 133                   | 9 192 631 770       | по дефиницији       | 10−13                                           |
| 87                    | 6 834 682 610       | .904 324            | 10−12                                           |
| 1                     | 1 420 405 751       | .7667               | 10−15                                           |
| Оптички часовник (87) | 429 228 004 229 873 | .4                  | 10−17                                           |